# Protaphorura stogovi
Protaphorura stogovi is een springstaartensoort uit de familie van de Onychiuridae. De wetenschappelijke naam van de soort is voor het eerst geldig gepubliceerd in 1993 door Pomorski.